# Yaroslav Koshkariov
Yaroslav Koshkariov –en ruso, Ярослав Кошкарёв– (21 de mayo de 1985) es un deportista ruso que compite en voleibol, en la modalidad de playa. Ganó una medalla de plata en los Juegos Europeos de Bakú 2015, en el torneo masculino.

## Palmarés internacional
| Juegos Europeos | Juegos Europeos   | Juegos Europeos  | Juegos Europeos |
| Año             | Lugar             | Medalla          | Pareja          |
| --------------- | ----------------- | ---------------- | --------------- |
| 2015            | Bakú (Azerbaiyán) | Medalla de plata | Dmitri Barsuk   |